# Ali Chaim
Ali Chaim (Curitiba, 25 de janeiro de 1939 - Curitiba, 27 de maio de 2020) foi um radialista, jornalista e apresentador brasileiro.

## Biografia
Filho de Hussem e Olga Chaim, nasceu em 25 de janeiro de 1939 no antigo bairro Capanema (atual Jardim Botânico). Formou-se em Ciências Contábeis, na  UFPR, e Perito-Auxiliar, na Escola de Polícia Civil do Estado do Paraná.
Começou carreira de jornalista no "Diário da Tarde", em 1960, escrevendo uma coluna sobre a noite curitibana, a "Giro na Noite". Nesta espaço, escrevia com o pseudônimo de "Laurence das Arábias", o primeiro de vários apelido que passou a colecionar ao longo da vida. Em 1968, foi convidado a trabalhar na Rádio Clube Paranaense e em 1973, passou para a Rádio Colombo, apresentando o programa "Bate Papo com o Califa". Este programa e a sua coluna, no jornal "Correio de Notícias" com o título de "O Buxixo do Califa 33", contribuíram para o seu segundo apelido: "Califa 33".
Quando ainda cobria notícias policiais em campo (nas delegacias) para uma rádio da capital paranaense em meados da década de 1970, foi o primeiro repórter a relatar a história contada por um taxista quando este foi fazer um Boletim de Ocorrência em uma delegacia. O relato transformou-se numa lenda urbana curitibano conhecida como "A Loira Fantasma". Esta lenda transformou-se em curta-metragem lançado em 1991, com direção de Fernanda Morini, e com a participação de Chaim fazendo o papel dele mesmo. 
Ganhou notoriedade na televisão, quando passou a apresentar programas jornalísticos de conteúdo policial, como "Show da Notícia do Canal 4" na antiga TV Iguaçu. Também trabalhou na TV Paraná, canal 6 e na TV Paranaense, canal 12.
Na TV Iguaçu, apresentava o programa onde aparecia somente o seu perfil por detrás de uma cortina. Com isso, ganhou o apelido de "Sombra". Este artifício televisivo foi copiado pelo apresentador Ratinho em seus programas.
Ganhou várias homenagens, entre elas: "Troféu Comunicação Cidade" (em 1977 e 1979), "Melhores do Rádio" (em 1974) e "Jornalista do Ano" (em 1985).
Sua vida profissional foi tema, em 2012, do curta-metragem "Califa 33" (vencedor de prêmios nos festivais: "Festival Olhar de Cinema" e "Recine Festival Internacional de Cinema de Arquivo"), com direção de Yanko Del Pino.

## Morte
Chaim morreu no dia 27 de maio de 2020, em sua cidade natal. O repórter faleceu na mesma semana em que a lenda que ajudou a criar, a "Loira Fantasma", completou 45 anos.